# William H. Dana

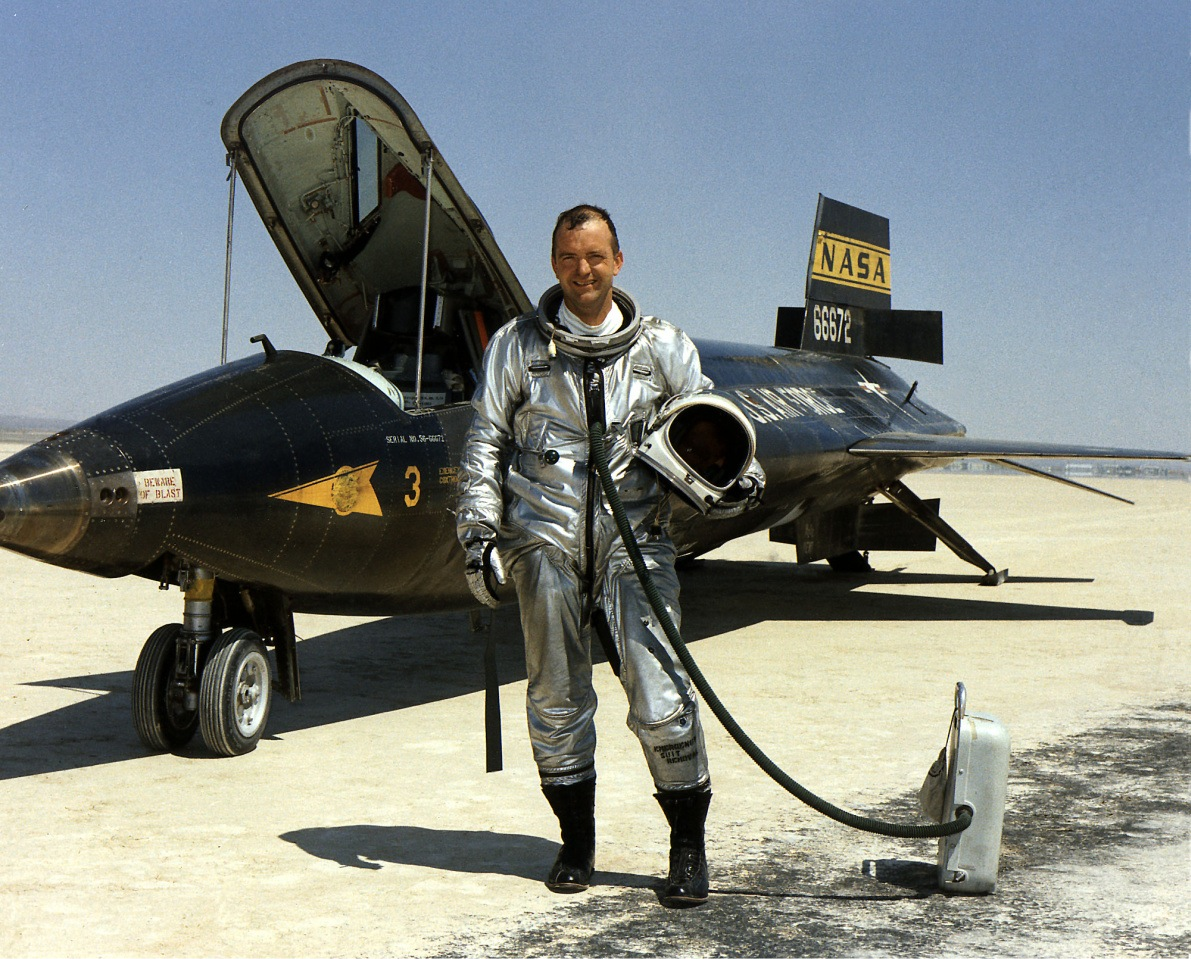
William H. Dana vor einer X-15

William Harvey „Bill“ Dana (* 3. November 1930 in Pasadena, Kalifornien; † 6. Mai 2014 in Phoenix, Arizona) war ein US-amerikanischer Testpilot.

## Karriere
Dana machte seinen Bachelor der Naturwissenschaften im Jahre 1952 an der U.S. Military Academy. Danach war er für vier Jahre Pilot bei der Air Force. Er wechselte zur NASA, nachdem er 1958 an der University of North Carolina einen Master in Luftfahrttechnik schaffte.

### US Air Force
Bill Dana wurde 1960 als Astronaut für das Dyna-Soar Programm ausgewählt. Ab 1962 schied er aber zusammen mit Neil Armstrong frühzeitig aus dem Programm aus, um als Testpilot mit der X-15 fliegen zu können.

### NASA
Ab 1965 absolvierte er mit der X-15 insgesamt 16 Flüge, bei denen er eine Höchstgeschwindigkeit von 6.272 km/h oder Mach 5,53 und eine Maximalhöhe von 93,5 km erreichte. Da er nach US Air Force-Definition den Weltraum erreichte, sollte er Astronautenschwingen als Auszeichnung erhalten. Da er aber ein Pilot der NASA war, also ein ziviler Pilot, wurde ihm diese Ehrung erst am 24. August 2005 erteilt. Im X-15-Programm flog er auch den 199. und letzten Flug.
In den späten 1960er und 70er Jahren testete er im Rahmen des „Manned Lifting Body“-Projekts, aus welchem später das Space Shuttle hervorging. So testete er die Typen NASA M2-F1, Northrop HL-10, Northrop M2-F3 und Martin-Marietta X-24B.
Nach diesen Tests war er auch am Lightweight Fighter Projekt beteiligt, aus welchem später die F-16 hervorging. Weiter war er Testpilot auf der F-15 HIDEC (Highly Integrated Digital Electronic Control) und am F/A-18 High Angle of Attack research Programm.
Von 1986 an bis 1998 war er als Luftfahrttechniker am Dryden Flight Research Center der NASA tätig.

## Familie
Bill Dana war verheiratet und hatte vier Kinder. Er starb 83-jährig am 6. Mai 2014 in einer Einrichtung für betreutes Wohnen in einem Vorort von Phoenix.

## Auszeichnungen
Für seine Verdienste im Lifting-Body-Programm bekam er die NASA Exceptional Service Medal. Weiters wurde ihm 1976 der Haley Space Flight Award vom American Institute of Aeronautics and Astronautics für seine Arbeit an der Northrop M2-F3 überreicht, und 1993 wurde er in den Aerospace Walk of Honor aufgenommen.